# The White Stripes
The White Stripes va ser un duo de música de rock alternatiu de Detroit (Michigan, Estats Units). Es va formar l'any 1997 per Jack White (John Anthony Gillis), veu, guitarra i piano, i Meg White (Megan Martha White), bateria, veus i piano. El grup es va dissoldre el 2 de febrer de 2011.

## Història
Es presentaven com germà i germana (però en realitat estaven casats des de 1996; es van acabar divorciant el 2000). L'estil del grup s'ha definit com de garage rock i els va fer molt populars cap a 2002, amb l'àlbum White Blood Cells i l'himne Fell in Love with a Girl.
L'àlbum de 2003 Elephant va marcar la seva consagració popular. Va ser saludat pel públic i per una part de la crítica com un feliç retorn a les fonts del rock i per la seva capacitat única de fer de dues persones un grup. La cançó Seven Nation Army és emblemàtica d'aquest àlbum i una de les més conegudes del grup. El febrer de 2004 aquesta cançó aconseguí un Grammy Award per la millor cançó de rock.
En un accident d'automòbil el 2002, Jack White es va trencel dit índex de la mà esquerra. Va haver de ser intervingut quirúrgicament amb el resultat que la seva manera de tocar va quedar afectada. Segons ell, quan va sortir l'àlbum Elephant el 2003, les seves capacitats estaven reduïdes al 60% i va d'haver d'aprendre a fer els acords amb el dit petit.
El juny de 2005 ed va publicar l'àlbum Get Behind Me Satan, en el que la guitarra elèctrica sona en tres cançons, mentre que a la resta sonen marimba, pianos i sonoritats acústiques i exòtiques.
El 19 de juny de 2007 es va publicar l'àlbum Icky Thump. Va ser aclamat per la crítica pel seu to més rocker i sonoritats del blues i del rock psicodèlic. El grup va anunciar que faria una gira per tots els territoris del Canadà. Van iniciar el tour fent un espectacle de 40 minuts en un autobús davant d’un grup de 30 nens i uns mercats de Isqualt, on després van gravar el vídeo de la cançó “You Don’t Know What Love Is (You Just Do As You’re Told)”.
L'11 de setembre, van anunciar l'anul·lació dels concerts a Canadà, quan Meg White començava a patir atacs de pànic.
El 2 de febrer de 2011, el dúo va anunciar oficialment la seva separació.
Els White Stripes van emprar tres colors: vermell, negre i blanc. Les seves fundes dels discos, els seus vestits, i els seus instruments són tots d'aquests colors. La raó és simple, en el moment de néixer no es poden percebre tots els colors. El vermell és el primer entre ells que es percep, deixant a banda el blanc i el negre. Un altre origen del nom «White Stripes» provindria d'un bombó, que Meg i Jack haurien conegut bé en la seva infantesa, amb ratlles vermelles i blanques.
L'àlbum titulat De Stijl va ser inspirat pel nom d'un moviment neerlandès que tenia per principi la purificació radical de l'art, passant per les formes i els colors bàsics.
Jack i Meg White actuen a un dels curtmetratges de la pel·lícula Coffee and Cigarettes de Jim Jarmusch (2003).
El 2006 el grup aparegué a l'episodi Jazzy and the Pussycats de la 18a temporada de la sèrie The Simpsons.

## Discografia principal
Àlbums d'estudi
- The White Stripes (1999)
- De Stijl (2000)
- White Blood Cells (2001)
- Elephant (2003)
- Get Behind Me Satan (2005)
- Icky Thump (2007)